# Elżbieta Małgorzata Kruk
assinatura
Elżbieta Małgorzata Kruk (Lublin, 19 de novembro de 1959) é uma política da Polónia.
Ela foi eleita para a Sejm em 25 de Setembro de 2005 com 28535 votos em 6 no distrito de Lublin, candidata pelas listas do partido Prawo i Sprawiedliwość.
Ela também foi membro da Sejm 2001-2005.